# NGC 5582
NGC 5582 (другие обозначения — UGC 9188, MCG 7-29-63, ZWG 220.3, ZWG 219.70, PGC 51251) — эллиптическая галактика (E) в созвездии Волопас.
Этот объект входит в число перечисленных в оригинальной редакции «Нового общего каталога».